# 주네덜란드 대한민국 대사관
주 네덜란드 대한민국 대사관은 1969년 네덜란드 헤이그에 개설된 대한민국 외교부 소속의 대사관이다.

## 역사
대한민국은 1961년 4월 4일에 네덜란드와 수교했다. 1968년 6월에는 네덜란드 정부가 대한민국 서울에 주한 네덜란드 대사관을 설립했고 1969년 10월에는 대한민국 정부가 네덜란드 헤이그에 주네덜란드 대한민국 대사관을 설립했다.

## 역대 공관장
| 대수        | 성명           | 임명        |
| ----------- | -------------- | ----------- |
| 제1대 대사  | 안진생(安珍生) | 1969년      |
| 제2대 대사  | 송광정(宋光楨) | 1971년      |
| 제3대 대사  | 최완복(崔完福) | 1974년      |
| 제4대 대사  | 연하구(延河龜) | 1977년      |
| 제5대 대사  | 윤영교(尹永敎) | 1981년      |
| 제6대 대사  | 윤하정(尹河珽) | 1983년      |
| 제7대 대사  | 한우석(韓宇錫) | 1986년      |
| 제8대 대사  | 윤억섭(尹億燮) | 1987년      |
| 제9대 대사  | 최상섭(崔常燮) | 1989년      |
| 제10대 대사 | 임인조(林寅造) | 1992년      |
| 제11대 대사 | 김경철(金庚哲) | 1995년      |
| 제12대 대사 | 권인혁(權仁赫) | 1997년      |
| 제13대 대사 | 송영식(宋永植) | 1998년      |
| 제14대 대사 | 김용규(金龍圭) | 2000년 8월  |
| 제15대 대사 | 엄근섭(嚴勤燮) | 2003년 8월  |
| 제16대 대사 | 최종무(崔鍾武) | 2006년 4월  |
| 제17대 대사 | 김영원(金永元) | 2008년 9월  |
| 제18대 대사 | 이기철(李基哲) | 2011년 9월  |
| 제19대 대사 | 최종현(崔鍾現) | 2014년 11월 |
| 제20대 대사 | 이윤영(李允榮) | 2017년 4월  |
| 제21대 대사 | 정연두         | 2019년 12월 |
| 제22대 대사 | 최형찬         | 2023년 5월  |

## 같이 보기
- 네덜란드-대한민국 관계
- 주한 네덜란드 대사관
- 대한민국의 재외공관 목록
- 네덜란드 주재 외국공관 목록